# Westland Wasp
A Westland Wasp egy brit első generációs, gázturbinás, hajófedélzeti tengeralattjáró-elhárító helikopter. A Westland Helicopters cég gyártotta, a P.531 programból fejlesztették ki a Westland Scout helikopterrel együtt és a korábbi dugattyús hajtóműves Saunders-Roe Skeeter alapjára épült. A helikopter teljesen kielégítette a Brit Királyi Haditengerészet igényeit, mivel elég kicsi volt ahhoz, hogy leszálljon egy fregatt fedélzetére, de képes volt két tengeralattjáró elleni torpedó hordozására is.

## Történet és leírás

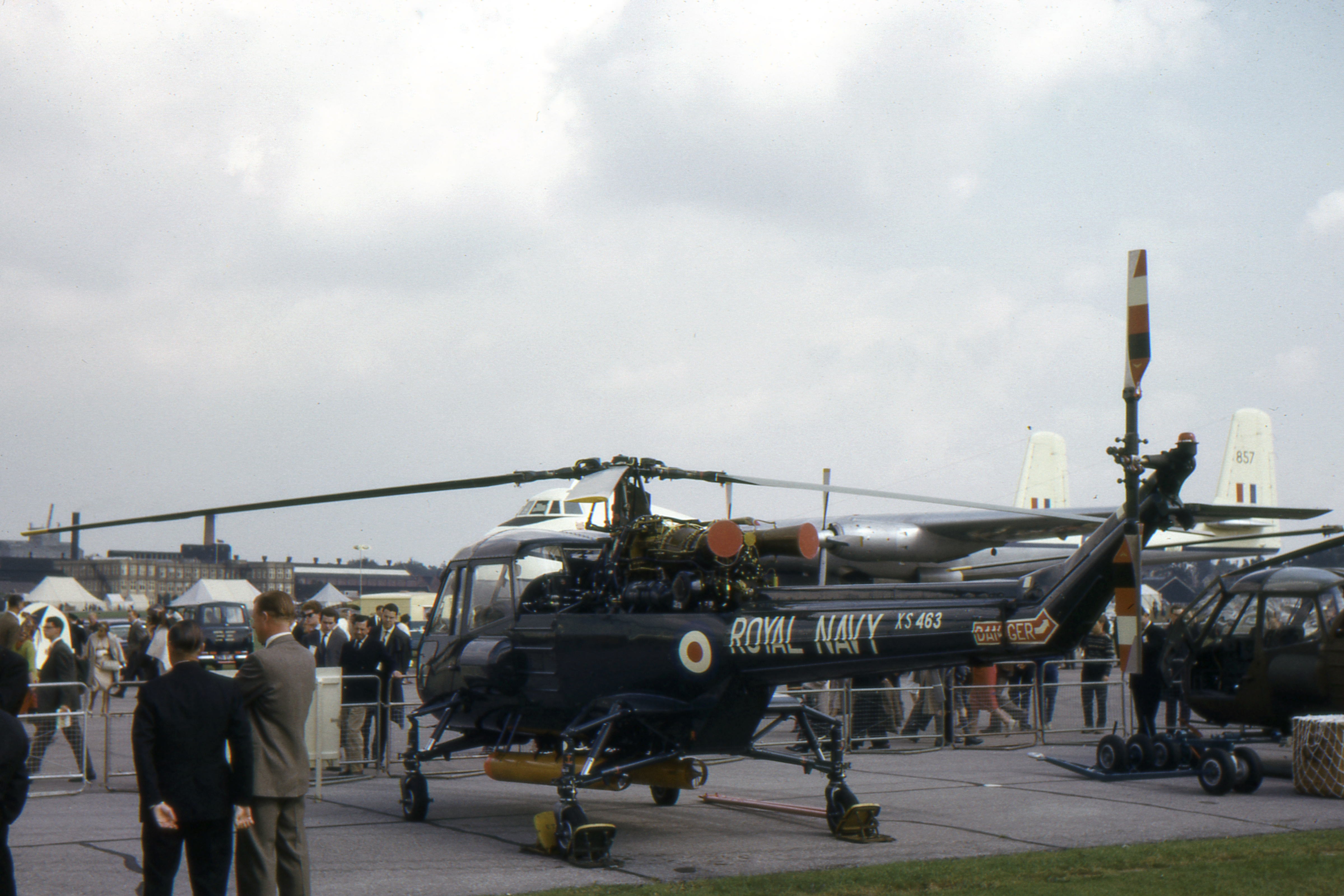
Az első Wasp az 1962-es SBAC show-n

A brit Westland repülőgépgyár Wasp és Scout helikopter családjai bizonyították hosszú évekig tartó, feltűnésmentes, de megbízható szolgálatukkal, hogy nem csupán az újságok szalagcímeire kerülő nagy teljesítményű katonai gépek fontosak. A Wasp helikopterek számára az 1982-es Falkland-szigeteki háború jelentette a legfontosabb bevetéseket, amikor az argentinok megszállták a brit Falkland-szigeteket és más területeket a Dél-atlanti-óceánon. Egy, a Royal Navyhez tartozó Westland Wasp helikopter rossz időjárási körülmények között részese lehetett annak, hogy megbénítsanak egy argentin tengeralattjárót, ami a kezdete volt a britek végső sikerének a térségben. A Wasp és a Scout sorozatok születése az 1950-es évekre teendő, amikor a Saunders-Roe vállalat megkezdte a helikopterek tervezését. A Saunders-Roe 1958 júliusától kezdte meg P.531-es könnyű helikopterének berepülését. A továbbfejlesztés eredménye lett a P.531-2-es típus a Blackburn/Turboméca szabadtengelyű gázturbinával, amely később a Bristol Siddeley Nimbus hajtómű kifejlesztéséhez vezetett. A helikopterek továbbfejlesztését ezután a Westland cég vette át, amely mindmáig a legjelentősebb brit helikoptergyártó üzem. A brit haderőnemek már kezdettől nagy érdeklődéssel fogadták a helikoptert, és az Army Air Corps (a szárazföldi haderőnem légi szolgálata) 1960-ban már csapatpróbára vett át néhány nullszériás P.531-2-es gépet. A csapatpróba után az Army Air Corps 1960-ban megrendelte a Scout névre keresztelt AH.Mk.1-es csúszótalpas típust, amelyből végül 148-150 darabot állítottak szolgálatba. A gépek egy részét páncélelhárító irányítható rakétákkal, más részüket pedig géppuskákkal, vagy gépágyúkkal fegyvereztek fel. Több Scoutot bevetettek a Falkland-szigeteki háborúban a Royal Navy Waspjaival együttműködve és sok Scoutot exportáltak Ausztráliába, Jordániába, Bahreinba és Ugandába is. A Westland a Scout kifejlesztésével párhuzamosan folytatta a hajófedélzetről bevethető hajó- és tengeralattjáró-elhárító Wasp helikoptereken végzett munkáit is. Az eredetileg Sea-Scoutnak keresztelt helikoptert négy merev futószárral, bolygókerekes kivitelben készítették félrehajtható farokrésszel és forgószárny-lapátokkal, hogy megoldják a gépek hajófedélzeti tárolását. A Sea-Scout név helyett már a prototípusok tervezésekor áttértek a Wasp névre. A prototípusok/fejlesztési gépek berepülése után az első Wasp HAS.Mk-1-es sorozatpéldány 1962 októberében szállt fel először, és a Royal Navy 1963-tól állította üzembe a helikoptereket. Sok kisebb hadihajóra építettek megfelelő helikopter-leszálló helyet, és a Waspok ezekről indulhattak hajó-, illetve tengeralattjáró-elhárító fegyverzettel – de saját felderítőeszközeik nélkül – a bevetésekre. 98 darab Waspot gyártottak a Royal Navy részére, és a típust eladták a brazil, a dél-afrikai, az indonéz, a holland, a malajziai és az új-zélandi haditengerészetnek egyaránt. A Royal Navy az  1980-as évek végén vonta ki Waspjait a hadrendből, de az új-zélandi Waspok az 1990-es években még repültek.

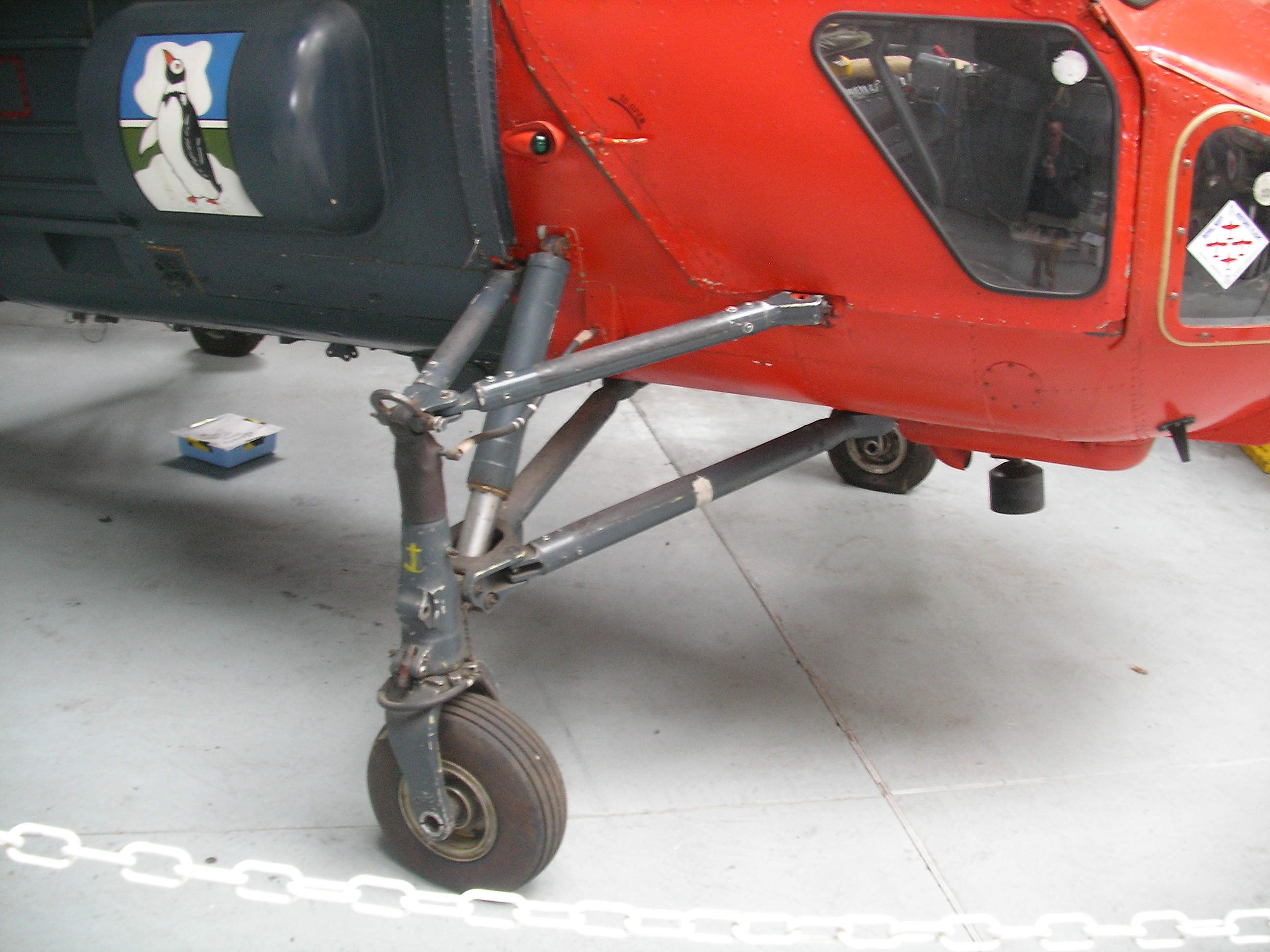
A Wasp első futószára

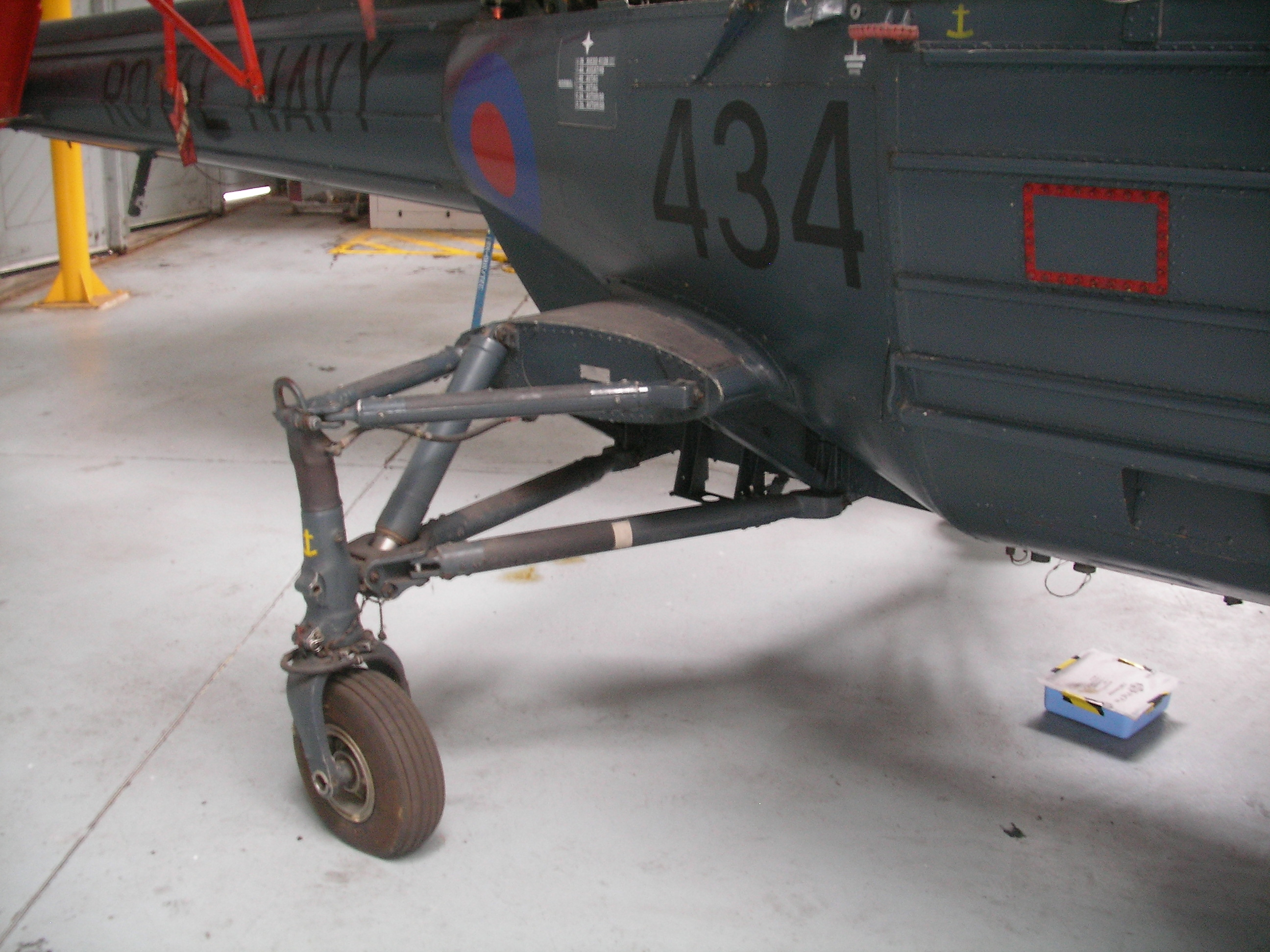
A Wasp hátsó futószára

## Üzemeltetők

### Royal Navy

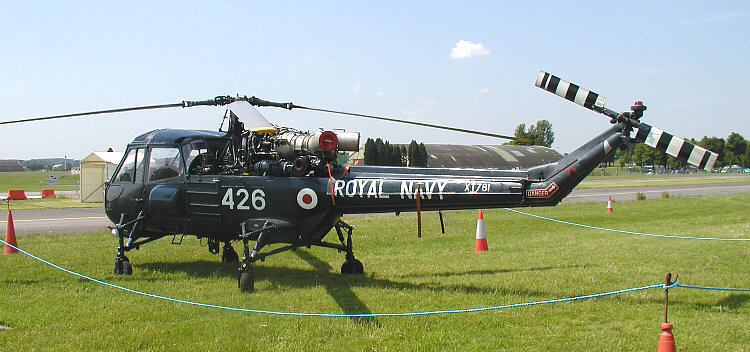
Magánkézben lévő Westland Wasp HAS.1 (XT781/426) a Classic-Jet Air Show-n, Kemble, Anglia, 2003 június.

A Wasp HAS.Mk.1 helikoptereket 1964-ben állították hadrendbe kisebb hajók fedélzeti gépeiként, miután a 700 Naval Air Squadron végzett a gépek alapos tesztelésével 1963 júniusa és 1964 márciusa között. A helikopter a 829 Naval Air Squadron kötelékében végezte fő feladatkörét, de kiképzőegységeknél is alkalmazták, hogy pilótákat képezzenek ki, majd küldjenek a frontvonalra a 706 Naval Air Squadron kötelékébe 1965-1967 között, illetve a 703 Naval Air Squadron kötelékébe 1972-1981 között. 1973-ig összekötő feladatkörben is használta a 845 Naval Air Squadron és a 848 Naval Air Squadron. A helikopter hatékony volt tengeralattjáró-elhárító feladatkörben, különösen, mikor  a Wessex HAS.3 tengeralattjáró-elhárító helikopterrel együtt vetették be. Az 1970-es évek végén a Westland Lynx fokozatosan kezdte felváltani a Waspokat.
1982 április 25-én a HMS Antrim fedélzetéről indított Wessex HAS.Mk.3 helikopter rábukkant az argentin ARA Santa Fe tengeralattjáróra. A Wessex mélyvízi bombákkal támadta meg a tengeralattjárót. A HMS Plymouth-ról egy Westland Wasp HAS.Mk.1 helikoptert, a HMS Brilliant-ról pedig egy Westland Lynx HAS.Mk.2 helikoptert indítottak. A Lynx egy Mk 46 torpedóval támadta meg a tengeralattjárót, majd fedélzeti géppuskájával sorozattüzet nyitott rá; a Wessex is géppuskájával támadta a Santa Fe-t. A Plymouth-ról indított Wasp, illetve két másik Wasp, melyeket a HMS Endurance-ról indítottak, AS.12 hajóelhárító rakétákat lőtt ki a tengeralattjáróra, sikeres találatokkal. A Santa Fe igen súlyosan megsérült, annyira, hogy ne tudjon alámerülni. A személyzet a déli-georgia-i King Edward Point kikötőjében elhagyta a tengeralattjárót, majd megadta magát a brit erőknek, így ez lett az első vesztesége a tengeri háborúnak, valamint az első éles bevetése a Royal Navy Task Force-nak.
Az utolsó Waspot 1988-ban vonták ki a szolgálatból, amikor az utolsó Type 12 Rothesay osztályú fregattot leszerelték.

### Maláj Királyi Haditengerészet
A Wasp a Maláj Királyi Haditengerészetnél igen későn került hadrendbe, összehasonlítva más nemzeteket, melyek alkalmazták a gépet. A Wasp 1988 április 8-án került a Maláj Királyi Haditengerészet kötelékébe. Igen rövid pályafutása után az Eurocopter Fennec kiszorította a hadrendből.

### Új-Zélandi Királyi Haditengerészet
Az első négy a későbbi összesen 19 Kiwi Waspot 1966-ban vásárolták, majd az új Leander-osztályú fregatthoz osztották be, a HMNZS Waikato-hoz. A Wasp helikoptereket a haditengerészet pilótái repülték, de a karbantartást a légierő 3. százada végezte.
A Wasp 32 éven át szolgált az Új-Zélandi Királyi Haditengerészetnél, majd 1998-ban kivonták a hadrendből, ugyanabban az évben, mikor a HMNZS Waikato hajót is leszerelték, melyen először helyezték üzembe a Waspot. Helyüket az SH–2 Seasprite vette át, majd őket követte az SH-2G(NZ).

### Holland Királyi Haditengerészet
A Holland Királyi Haditengerészet az 1960-as évek végén kezdte üzemeltetni a Waspokat. A helikoptereket hat Van Speijk-osztályú tengeralattjáró-elhárító fregatt fedélzetéről üzemeltették. A Holland Királyi Haditengerészet 860 Naval Air Squadron-ja 12 Wasp helikoptert kapott 1966 novembere és 1967 júniusa között, melyeket AH-12A néven üzemeltették. Az utolsó holland Waspot 1981-ben vonták ki a szolgálatból, mikor helyükbe megérkeztek a Westland Lynx helikopterek.

### Egyéb üzemeltetők
A Wasp helikoptereket üzemeltették még brazil, indonéz és dél-afrikai haditengerészetek. Az indonéz gépek egykori holland gépek voltak.
Az utolsó tíz holland haditengerészeti helikoptert a Westland újította fel az Indonéz Haditengerészet számára 1998-ban. A 400 Squadron repülte, a tengeren egykori brit Tribal-osztályú és egykori holland Van Spiejk-osztályú fregattok fedélzetén szállították őket.
A Brazil Haditengerészet UH–2 és UH–2A néven üzemeltette a típust, melyből három új építésű volt, ezeket 1966 áprilisában kapták, további hét darab pedig a brit haditengerészet helikopterei voltak, ezeket 1977-ben kapták. Az 1º Esquadrão de Helicópteros de Emprego Geral (HU-1) repülte a helikoptereket a haditengerészet Gearing és Allen M. Sumner-osztályú rombolóiról és a Nietrói-osztályú fregattjairól.
A Dél-Afrikai Haditnegerészet 1963-ban kapta az első tíz újépítésű gépét, melyet 1973-ban további nyolc követett. A Waspokat az Ysterplaat-i 22 repülőraj repülte, az egység később a 22 repülőszázad lett 1976-ban. A helikoptereket a haditengerészet President-osztályú fregattjairól működtették. A Dél-Afrikai Haditengerészet 1990-ben szerelte le az utolsó Wasp helikoptereit.

## Változatok
- P.531 – Prototípus.
- Sea Scout HAS.1 – A Sea Scout HAS.1 a Royal Navy eredeti megjelölése volt.
- Wasp HAS.1 – Hajófedélzeti tengeralattjáró-elhárító helikopter.

## Üzemeltetők
Brazília

- Brazil Haditengerészet

 Dél-afrikai Köztársaság

- Dél-Afrikai Haditengerészet

 Egyesült Királyság

- Brit Flottalégierő
  - 700 Naval Air Squadron
  - 703 Naval Air Squadron
  - 706 Naval Air Squadron
  - 829 Naval Air Squadron
  - 845 Naval Air Squadron
  - 848 Naval Air Squadron

 Hollandia

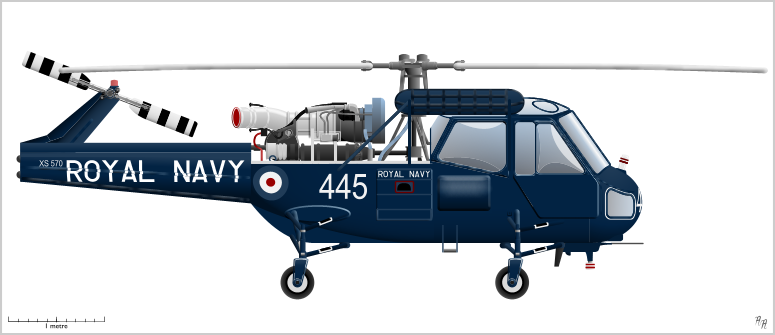
Westland Wasp HAS.1

- Holland Haditengerészeti Légierő

 Indonézia

- Indonéziai Haditengerészet

 Malajzia

- Maláj Királyi Haditengerészet

 Új-Zéland

- Új-Zélandi Királyi Haditengerészet
  - No. 3 Squadron Royal New Zealand Air Force

## Műszaki adatok (Wasp HAS.1)

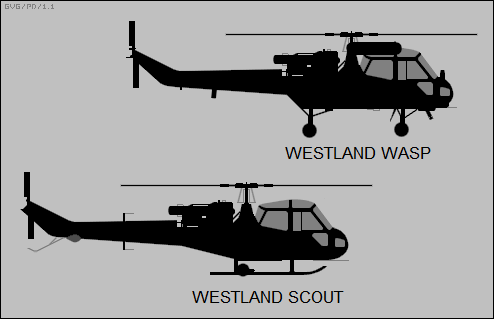
Westland Scout és Wasp sziluettjei

### Geometriai méretek és tömegadatok
- Hossz: 12,30 m
- Rotorátmérő: 9,83 m
- Magasság: 2,72 m
- Forgásterület: 75,9 m²
- Üres tömeg: 1569 kg
- Maximális felszálló tömeg: 2500 kg

### Hajtóművek
- Hajtóművek száma: 1 darab
- Típusa: Rolls-Royce Nimbus 503 szabadtengelyű gázturbina
- Teljesítmény: 783 kW (710 LE)

### Repülési jellemzők
- Maximális sebesség: 193 km/h
- Utazósebesség: 177 km/h
- Maximális hatótávolság: 488 km
- Szolgálati csúcsmagasság: 3720 m
- Emelkedési sebesség: 7,3 m/s
- Rotorfelület terhelés: 33 kg/m²
- Teljesítmény–tömeg-arány: 0,31 kW/kg

### Fegyverzet
- Tengerészeti: 2 db Mk 44 vagy 1 db Mk 46 torpedó vagy 2 db Mk 44 mélyvízi bomba vagy WE.177 nukleáris mélyvízi bomba.
- Támadó: 4 db SS.11 rakéta, később 2 db AS.12 rakéta.
- Fő fegyverzet: L7 géppuska

## Lásd még

### Kapcsolódó fejlesztés
- Saunders-Roe Skeeter
- Saunders-Roe P.531
- Westland Scout

### Hasonló helikopterek
- Aérospatiale Alouette II
- Aérospatiale Alouette III
- Ka–15

## Fordítás
- Ez a szócikk részben vagy egészben  a   Westland Wasp című angol Wikipédia-szócikk ezen változatának fordításán alapul.  Az eredeti cikk szerkesztőit annak laptörténete sorolja fel. Ez a jelzés csupán a megfogalmazás eredetét és a szerzői jogokat jelzi, nem szolgál a cikkben szereplő információk forrásmegjelöléseként.